# Associazione italiana per l'informazione geografica libera
L'Associazione italiana per l'informazione geografica libera, o GFOSS.it, è un'organizzazione non a scopo di lucro italiana che ha lo scopo di favorire lo sviluppo, la diffusione e la tutela di software libero per l'informazione geografica e di dati liberi geografici.

## Descrizione
Ha lo scopo di promuovere l'utilizzo e lo sviluppo di software libero, gli standard aperti per l'informazione geografica, il libero accesso ai dati geografici ed il trasferimento tecnologico.
È stata fondata a Palermo durante l'ottavo meeting degli utenti italiani di GRASS, tenutosi dal 14 al 16 febbraio 2007, da specialisti con esperienza pluriennale e internazionale nel campo dei sistemi informativi territoriali e delle tecnologie informatiche libere.
Il 7 settembre 2007 il consiglio direttivo della Open Source Geospatial Foundation ha accettato la proposta fatta dall'Associazione di aderire come sezione italiana (OSGeo Local Chapter).

## Obiettivi
L'associazione si prefigge di:
- favorire lo sviluppo, la diffusione e la tutela del software esclusivamente libero ed open source per l'informazione geografica;
- promuovere gli standard aperti per l'informazione geografica e il libero accesso ai dati geografici;
- promuovere i contatti all'interno della comunità di utenti e sviluppatori del software libero ed open source per l'informazione geografica, e fra la comunità e gli enti esterni;
- favorire e coordinare la traduzione, la localizzazione e l'internazionalizzazione di programmi e manuali per l'informazione geografica;
- promuovere relazioni con altre Associazioni Nazionali ed Internazionali e con Enti Pubblici e Privati.

## Eventi
L'associazione dal 2008 organizza delle giornate dedicate a software e dati geografici liberi ed open source, l'evento è denominato GFOSS Day, giunto nel 2016 alla nona edizione e dal 2017 riunito al più antico Meeting degli utenti italiani di GRASS e alla conferenza annuale di OpenStreetMap OSMit in un unico convegno denominato FOSS4G-IT l'edizione 2017 si è tenuta a Genova, mentre quella del 2018 a Roma.
L'associazione inoltre partecipa, supporta e co-organizza altri eventi che ricadono nelle finalità.